# Mystic River (Connecticut)
 For alternative betydninger, se Mystic River. (Se også artikler, som begynder med Mystic River)
Mystic River (Connecticut), er i virkeligheden ikke en flod, men et æstuarium i den sydøstlige del af staten Connecticut i USA, og må ikke forveksles med Mystic River i staten Massachusetts, som er en egentlig flod. Æstuariet udmunder i Fishers Island Sound, en del af Long Island Sound som igen er en del af Atlanterhavet. Ved udmundingen ligger landsbyen Mystic, som æstuariet deler i to dele, Groton (vest for Mystic River) og Stonington (øst for Mystic River), der hver især er selvstændige byer med egne bystyrer.
Den samlede længde på æstuariet er omkring 6-7 kilometer. Mystic River krydses af motorvejen Interstate Highway 95 omkring 4 km fra udmundingen. I selve landsbyen Mystic krydses æstuariet af U. S. Highway 1 via Mystic River Bascule Bridge, altså en klapbro, her med kun en enkelt klap. Broen er bygget i 1922 og åbner stadig omkring 2.200 gange årligt.
I det 19. århundrede lå der tre store skibsværfter ved æstuariet, og i dag er dette hjemsted for Mystic Seaport, et maritimt museum.
41°20′59″N 71°58′13″V / 41.3497°N 71.9703°V